# Piotr Dąbrowski (aktor)
Piotr Dąbrowski (ur. 4 grudnia 1957 w Wałbrzychu) – polski aktor, reżyser teatralny. Założyciel teatru w Białymstoku – BT Komedialnia (2013).

## Życiorys
Absolwent Wydziału Aktorskiego Państwowej Wyższej Szkoły Teatralnej im. Ludwika Solskiego w Krakowie (1984). W latach 1979–1980 oraz 1984-1985 był związany z Teatrem Dramatycznym im. J. Szaniawskiego w Wałbrzychu, początkowo jako akustyk, a po ukończeniu szkoły teatralnej jako aktor. Zadebiutował tam 27 kwietnia 1980 roku jako Centurion Szczurza Śmierć w Mistrzu i Małgorzacie Michaiła Bułhakowa w reżyserii Andrzeja Marii Marczewskiego. W latach 1985–2002 był aktorem Teatru im. Stanisława Ignacego Witkiewicza w Zakopanem, gdzie występował w spektaklach w reżyserii Andrzeja Dziuka i Julii Wernio. Jest laureatem wyróżnienia za rolę Makbeta w spektaklu Tragedia Szkocka w reżyserii Bartłomieja Wyszomirskiego w Ogólnopolskim Konkursie Na Inscenizację Dzieł Dramatycznych Szekspira oraz nagród za reżyserię na Ogólnopolskim Festiwalu Komedii „Talia” w 2002 i 2006.
W latach 2002–2012 pełnił obowiązki dyrektora naczelnego i artystycznego Teatru Dramatycznego im. Aleksandra Węgierki w Białymstoku (w 2007 roku Teatru Dramatycznego im. Józefa Piłsudskiego w Białymstoku). Od 2013 kieruje własnym Teatrem Komedialnia (BTK).
Jest ojcem aktorki Alicji Dąbrowskiej.

## Filmografia
- „Barwy szczęścia” – ojciec Piotra
- „Kłusownik” (1980)
- „Na tropach Bartka” (1982)
- 1989: Janka
- 1994: Panna z mokrą głową (odc. 5 i 6)
- „Panna z mokrą głową (1994)
- „Duże zwierzę” (2000)
- „Wiedźmin” (2001)
- 2003: Tygrysy Europy 2
- 2003: Zaginiona (odc. 1)
- 2003: Glina – profesor (odc. 1)
- 2004: Oficer – właściciel sklepu dla motorowodniaków (odc. 5 i 6)
- „Czas honoru” (2008-2009) – dozorca Sitko
- 2009: Siostry – Marian Kolonko (odc. 5 i 8)
- 2009: Dom nad rozlewiskiem – Lisowski, ojciec Janusza
- 2011: Układ Warszawski – Loczek (odc. 2 i 3)
- 2011: Usta usta – trener na wyścigach konnych (odc. 27)
- 2011: Blondynka – biskup (odc. 11)
- 2014: Baron24 – minister (odc. 6 i 25)